# Mannschaftskader der I liga (Schach) 1979
Die Liste der Mannschaftskader der I liga (Schach) 1979 enthält alle Spieler, die in der I liga der polnischen Mannschaftsmeisterschaft im Schach 1979 mindestens einmal eingesetzt wurden, mit ihren Ergebnissen.

## Allgemeines
Während Łączność Bydgoszcz in allen Wettkämpfen die gleichen sechs Spieler einsetzte, spielten bei Hutnik Kraków, Legion Warszawa, Polonia Warszawa und Kolejarz Katowice je neun Spieler mindestens eine Partie. Insgesamt kamen 97 Spieler zum Einsatz, von 41 keinen Wettkampf versäumten.
Punktbester Spieler war Henryk Petryk (Hutnik Warszawa) mit 10,5 Punkten aus 11 Partien. Wojciech Ehrenfeucht (Maraton Warszawa) erreichte 9 Punkte aus 11 Partien, Marek Hawełko (Avia Świdnik) und Adam Hachaj (Hutnik Kraków) je 8,5 Punkte aus 11 Partien. Kein Spieler erreichte 100 %, das prozentual beste Ergebnis gelang ebenfalls Petryk.

## Legende
Die nachstehenden Tabellen enthalten folgende Informationen:
- Nr.: Ranglistennummer; ein zusätzliches „W“ bezeichnet Frauen
- Titel: FIDE-Titel zum Zeitpunkt des Turniers; GM = Großmeister, IM = Internationaler Meister, FM = FIDE-Meister, WIM = Internationale Meisterin der Frauen
- Elo: Elo-Zahl vom 1. Januar 1979 oder aus der Ergänzungsliste vom 1. Juli 1979; bei Spielern ohne Elo-Zahl ist die nationale Wertung eingeklammert angegeben
- Pkt.: Anzahl der erreichten Punkte
- Partien: Anzahl der gespielten Partien

## KS Maraton Warszawa
| Nr. | Titel | Name                     | Elo    | Pkt. | Partien |
| --- | ----- | ------------------------ | ------ | ---- | ------- |
| 1   | GM    | Włodzimierz Schmidt      | 2430   | 8    | 11      |
| 2   | IM    | Aleksander Sznapik       | 2435   | 8    | 11      |
| 3   | IM    | Stefan Witkowski         | 2330   | 5    | 8       |
| 4   |       | Andrzej Adamski          | 2365   | 7,5  | 10      |
| 5   | IM    | Romuald Grąbczewski      | 2390   | 0    | 1       |
| 6   |       | Marian Ziembiński        | 2280   | 2    | 3       |
| 7   |       | Wojciech Ehrenfeucht     | (2199) | 9    | 11      |
| W1  |       | Elżbieta Kowalska-Lipska | 2005   | 8    | 11      |

## FKS Avia Świdnik
| Nr. | Titel | Name              | Elo    | Pkt. | Partien |
| --- | ----- | ----------------- | ------ | ---- | ------- |
| 1   | IM    | Krzysztof Pytel   | 2425   | 5,5  | 10      |
| 2   | IM    | Zbigniew Szymczak | 2355   | 7    | 11      |
| 3   |       | Marek Hawełko     | (2235) | 8,5  | 11      |
| 4   |       | Tadeusz Lipski    | 2310   | 4    | 6       |
| 5   |       | Zbigniew Księski  | 2280   | 8    | 11      |
| 6   |       | Michał Praszak    | 2205   | 4    | 6       |
| W1  | WIM   | Bożena Pytel      | 2040   | 3    | 7       |
| W2  |       | Irena Kasprzyk    | 2015   | 2,5  | 4       |

## HKS Hutnik Warszawa
| Nr. | Titel | Name                   | Elo    | Pkt. | Partien |
| --- | ----- | ---------------------- | ------ | ---- | ------- |
| 1   |       | Marek Fijałkowski      | 2280   | 1    | 7       |
| 2   |       | Jerzy Konikowski       | 2290   | 6,5  | 11      |
| 3   |       | Krzysztof Pańczyk      | 2340   | 7    | 10      |
| 4   |       | Henryk Petryk          | 2265   | 10,5 | 11      |
| 5   |       | Krzysztof Sznapik      | (2063) | 4    | 9       |
| 6   |       | Zbigniew Sęk           | (2185) | 0,5  | 3       |
| 7   |       | Kazimierz Marcinkowski | (2084) | 2,5  | 4       |
| W1  |       | Elżbieta Sosnowska     | (1910) | 6,5  | 11      |

## 1893 KKSz-Hutnik Kraków
| Nr. | Titel | Name                  | Elo    | Pkt. | Partien |
| --- | ----- | --------------------- | ------ | ---- | ------- |
| 1   | IM    | Jerzy Kostro          | 2365   | 6,5  | 11      |
| 2   |       | Kazimierz Steczkowski | 2275   | 4,5  | 11      |
| 3   |       | Henryk Piskorz        | 2260   | 3    | 6       |
| 4   |       | Stanisław Porębski    | (2105) | 4    | 9       |
| 5   |       | Adam Hachaj           | (2050) | 8,5  | 11      |
| 6   |       | Maciej Jachimczyk     | (2100) | 2    | 4       |
| 7   |       | Józef Lesiak          | (2013) | 2    | 3       |
| W1  |       | Anna Jurczyńska       | 2090   | 3    | 8       |
| W2  |       | Aldona Tańcula        | (1741) | 1,5  | 3       |

## WKSz Legion Warszawa
| Nr. | Titel | Name               | Elo    | Pkt. | Partien |
| --- | ----- | ------------------ | ------ | ---- | ------- |
| 1   | IM    | Jan Adamski        | 2415   | 5,5  | 11      |
| 2   | IM    | Andrzej Filipowicz | 2375   | 5,5  | 8       |
| 3   | FM    | Rafał Marszałek    | 2340   | 1,5  | 7       |
| 4   |       | Bogusław Borysiak  | (2090) | 5,5  | 11      |
| 5   |       | Bogdan Michalak    | (2053) | 2    | 5       |
| 6   |       | Roman Hass         | (1900) | 3,5  | 9       |
| 7   |       | Łukasz Żuk         | (1900) | 0,5  | 1       |
| 8   |       | Leszek Plaskota    | (1900) | 1,5  | 3       |
| W1  |       | Agnieszka Brustman | 1980   | 5    | 11      |

## KKS Polonia Warszawa
| Nr. | Titel | Name               | Elo    | Pkt. | Partien |
| --- | ----- | ------------------ | ------ | ---- | ------- |
| 1   |       | Adam Kuligowski    | 2495   | 5,5  | 11      |
| 2   | IM    | Władysław Schinzel | 2400   | 6    | 10      |
| 3   |       | Robert Bugajski    | 2290   | 4    | 10      |
| 4   |       | Mirosław Sarwiński | (2154) | 4,5  | 11      |
| 5   |       | Jerzy Gieruszyński | (2151) | 3,5  | 9       |
| 6   |       | Zbigniew Czajka    | 2225   | 0,5  | 1       |
| 7   |       | Stefan Dejkało     | (2096) | 1,5  | 3       |
| W1  |       | Iwona Jezierska    | 1965   | 4,5  | 9       |
| W2  |       | Alicja Górna       | (1600) | 0,5  | 2       |

## KS Łączność Bydgoszcz
| Nr. | Titel | Name                   | Elo    | Pkt. | Partien |
| --- | ----- | ---------------------- | ------ | ---- | ------- |
| 1   | IM    | Jerzy Pokojowczyk      | 2365   | 4,5  | 11      |
| 2   |       | Włodzimierz Kruszyński | 2285   | 4    | 11      |
| 3   |       | Andrzej Maciejewski    | 2360   | 6    | 11      |
| 4   |       | Waldemar Jagodziński   | (2099) | 4    | 11      |
| 5   |       | Grzegorz Chrapkowski   | 2250   | 5,5  | 11      |
| W1  |       | Hanna Jagodzińska      | 1930   | 4,5  | 11      |

## KS Anilana Łódź
| Nr. | Titel | Name                | Elo    | Pkt. | Partien |
| --- | ----- | ------------------- | ------ | ---- | ------- |
| 1   |       | Witold Balcerowski  | 2345   | 6    | 11      |
| 2   |       | Waldemar Świć       | 2365   | 3,5  | 11      |
| 3   |       | Tadeusz Żółtek      | 2335   | 5    | 11      |
| 4   |       | Zbigniew Bator      | 2230   | 1,5  | 7       |
| 5   |       | Tomasz Rakowiecki   | (2139) | 3,5  | 4       |
| 6   |       | Romuald Grzelak     | (2130) | 3,5  | 7       |
| 7   |       | Mieczysław Bakalarz | (2091) | 1    | 4       |
| W1  | WIM   | Grażyna Szmacińska  | 2165   | 7,5  | 11      |

## KKS Hetman Wrocław
| Nr. | Titel | Name                  | Elo    | Pkt. | Partien |
| --- | ----- | --------------------- | ------ | ---- | ------- |
| 1   |       | Franciszek Borkowski  | 2395   | 6,5  | 11      |
| 2   |       | Zbigniew Jaśnikowski  | 2310   | 3,5  | 10      |
| 3   |       | Cezary Balicki        | (2092) | 6    | 11      |
| 4   |       | Władysław Pojedziniec | 2270   | 5    | 9       |
| 5   |       | Tadeusz Drelinkiewicz | 2325   | 1    | 4       |
| 6   |       | Janusz Żyła           | 2245   | 4,5  | 7       |
| 7   |       | Marek Świerczewski    | 2385   | 1,5  | 3       |
| W1  |       | Zofia Kasińska        | (1762) | 3,5  | 11      |

## KKS Karpaty Krosno
| Nr. | Titel | Name            | Elo    | Pkt. | Partien |
| --- | ----- | --------------- | ------ | ---- | ------- |
| 1   | IM    | Ryszard Skrobek | 2370   | 6    | 11      |
| 2   |       | Konrad Kojder   | (2248) | 6    | 11      |
| 3   |       | Józef Gromek    | 2325   | 3,5  | 11      |
| 4   |       | Janusz Mamrot   | (2068) | 5    | 10      |
| 5   |       | Jerzy Borcz     | 2235   | 4    | 10      |
| 6   |       | Andrzej Danysz  | (2015) | 0,5  | 2       |
| W1  |       | Ewa Nagrocka    | (1742) | 5    | 11      |

## MZKS Pocztowiec Poznań
| Nr. | Titel | Name                    | Elo    | Pkt. | Partien |
| --- | ----- | ----------------------- | ------ | ---- | ------- |
| 1   |       | Ignacy Nowak            | 2330   | 5,5  | 11      |
| 2   |       | Mieczysław Stypka       | (2062) | 3    | 11      |
| 3   |       | Marian Nowacki          | (2116) | 1,5  | 10      |
| 4   |       | Adam Wiland             | (1900) | 2,5  | 10      |
| 5   |       | Przemysław Ereński      | (2135) | 7    | 11      |
| 6   |       | Bogdan Sołtys           | (1900) | 0    | 1       |
| 7   |       | Eugeniusz Dziwak        | (1900) | 0    | 1       |
| W1  | WIM   | Hanna Ereńska-Radzewska | 2200   | 7,5  | 11      |

## KS Kolejarz Katowice
| Nr. | Titel | Name                | Elo    | Pkt. | Partien |
| --- | ----- | ------------------- | ------ | ---- | ------- |
| 1   | IM    | Bogdan Śliwa        | 2370   | 2,5  | 10      |
| 2   |       | Janusz Szałajdewicz | 2245   | 6,5  | 11      |
| 3   |       | Jan Kubik           | (2169) | 6    | 11      |
| 4   |       | Wiesław Latka       | (1900) | 2,5  | 10      |
| 5   |       | Janusz Ligęza       | (1900) | 2    | 10      |
| 6   |       | Marek Szpakowski    | (2024) | 0    | 2       |
| 7   |       | Józef Mróz          | (1900) | 0    | 1       |
| W1  |       | Iwona Świecik       | 2050   | 3,5  | 9       |
| W2  |       | Jadwiga Dulias      | (1600) | 0    | 2       |